# Sobredosis de opioides
 Una sobredosis de opioides es una intoxicación debida a un exceso de opioides. Los ejemplos de opioides incluyen morfina, heroína, fentanilo, tramadol y metadona. Los síntomas incluyen hipoventilación, pupilas pequeñas e inconsciencia. El inicio de los síntomas depende en parte de la ruta por la que se administren los opioides. Entre los que inicialmente sobreviven, las complicaciones pueden incluir rabdomiólisis, edema pulmonar, síndrome compartimental y daño cerebral permanente.
Los factores de riesgo para la sobredosis de opioides incluyen la dependencia de opioides, la inyección de opioides, el uso de altas dosis de opioides, los trastornos mentales y el uso junto con alcohol, benzodiacepinas o cocaína. El riesgo es particularmente alto después de la desintoxicación. La dependencia de los opioides recetados puede ocurrir a partir de su uso para tratar el dolor crónico. El diagnóstico se basa generalmente en los síntomas.
El tratamiento inicial consiste en apoyar la respiración de la persona y aportar oxígeno. Luego, se recomienda la naloxona entre quienes no respiran para revertir los efectos de los opioides.  La administración de naloxona en la nariz o como una inyección en un músculo parece ser igualmente efectiva. Entre los que se niegan a ir al hospital posterior a la reversión, los riesgos de un mal resultado a corto plazo parecen ser bajos. Los esfuerzos para prevenir las muertes por sobredosis incluyen mejorar el acceso a la naloxona y el tratamiento para la dependencia de opioides.
Los trastornos por uso de opiáceos causaron 122.000 muertes en todo el mundo en 2015, frente a las 18.000 muertes en 1990. En los Estados Unidos, más de 49.000 muertes involucraron opioides en 2017. De estas, aproximadamente 20.000 fueron por opioides recetados y 16.000 por heroína. En 2017, las muertes por opioides representaron más del 65% de todas las muertes relacionadas con sobredosis de drogas en los Estados Unidos. Se cree que la epidemia de opiáceos se debe en parte a las garantías de la industria farmacéutica en la década de 1990 de que los opioides de venta con receta eran seguros.

## Signos y síntomas

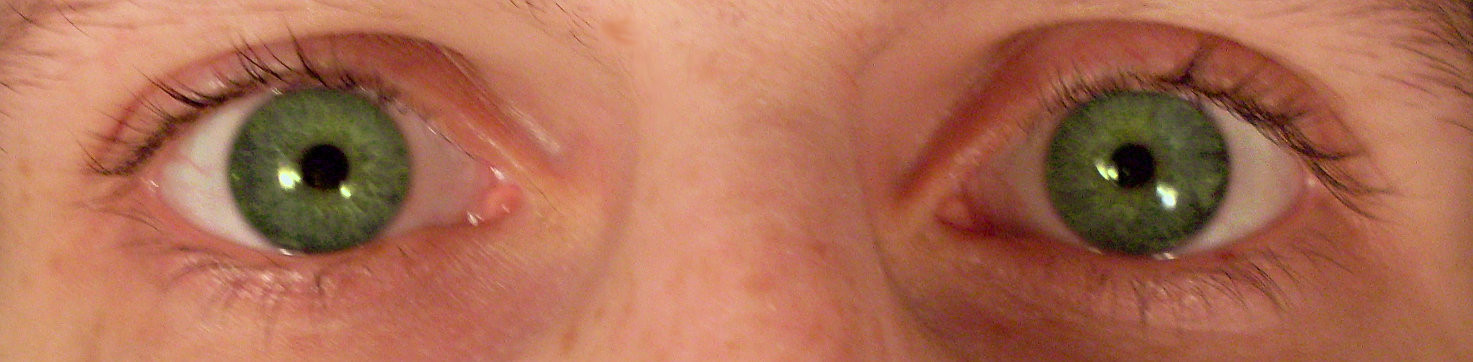
Un hombre caucásico de 25 años con miosis debido al uso de opiáceos (es decir, codeína).

Debido a su efecto en la parte del cerebro que regula la respiración, los opiáceos pueden hacer que la persona no respire (depresión respiratoria) durante las sobredosis y, por lo tanto, provocar la muerte. Los síntomas y signos de sobredosis de opiáceos se pueden denominar "tríada por sobredosis de opioides": pérdida de consciencia, pupilas puntiformes (miosis) y depresión respiratoria. Otros síntomas incluyen náuseas, vómitos, convulsiones y espasmos musculares. A veces, una persona que experimenta una sobredosis de opiáceos puede llegar a un nivel de conciencia tan reducido que ni siquiera se despertará cuando sea llamado por su nombre o sacudido por otra persona. 
La hipoxia prolongada causada por la depresión respiratoria también puede causar daños perjudiciales en el cerebro y la médula espinal y puede dejar a la persona incapacitada para caminar o funcionar normalmente, incluso si se administra tratamiento con naloxona. 
El alcohol también causa depresión respiratoria y, por lo tanto, cuando se toma con opioides puede aumentar el riesgo de depresión respiratoria y muerte.
En niños pequeños, la sobredosis de opioides puede no ser evidente de inmediato. Esto se debe a las diferencias de absorción, distribución y metabolismo entre personas jóvenes y mayores, y la mayor cantidad de ingestión de opioides por kilogramo de peso corporal.

## Causa

Fentanilo 2 mg. Una dosis letal para la mayoría de las personas.

Los factores de riesgo para la sobredosis de opioides incluyen la dependencia de los opioides, la inyección de opioides, el uso de altas dosis de opioides y el uso junto con alcohol, benzodiacepinas o cocaína. 
El riesgo es particularmente alto después de la desintoxicación. La dependencia de los opioides recetados puede ocurrir a partir de su uso para tratar el dolor crónico. En los niños pequeños, una sobredosis generalmente se debe a los opioides que están destinados a sus padres, hermanos mayores o abuelos. En las madres que toman codeína durante la lactancia, se han producido sobredosis de opioides en sus bebés. Por lo tanto, la codeína no se recomienda en las personas que están amamantando.

### Co-ingestión
Las sobredosis de opioides a menudo se asocian con el uso de benzodiacepinas o alcohol. Otros depresores del SNC, relajantes musculares, analgésicos, anticonvulsivos, ansiolíticos, fármacos de tratamiento de tipo psicoactivo o epiléptico o cualquier otro fármaco similar con su función activa destinada a calmar o mitigar la señalización neuronal (barbitúricos, etc.) pueden causar adicionalmente una condición empeorada con menos probabilidad de recuperación acumulativa a cada medicamento agregado. Esto incluye medicamentos clasificados de forma menos inmediata como reductores del metabolismo, como los GABAérgicos como GHB o antagonistas glutamatérgicos como PCP o ketamina. 

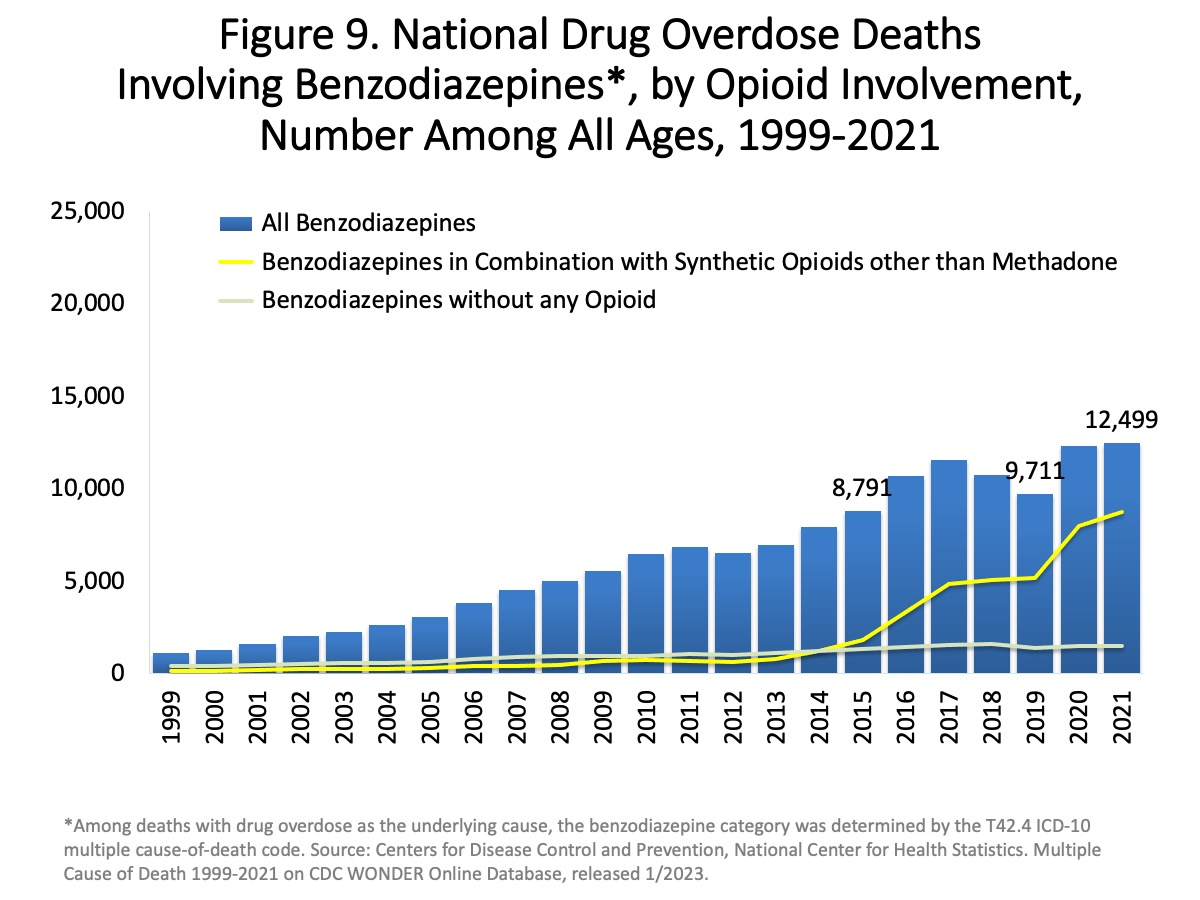
La línea superior representa el número anual de muertes por benzodiazepinas que involucraron opioides en los EE.UU.. La línea inferior representa las muertes por benzodiazepinas que no involucraban opioides.
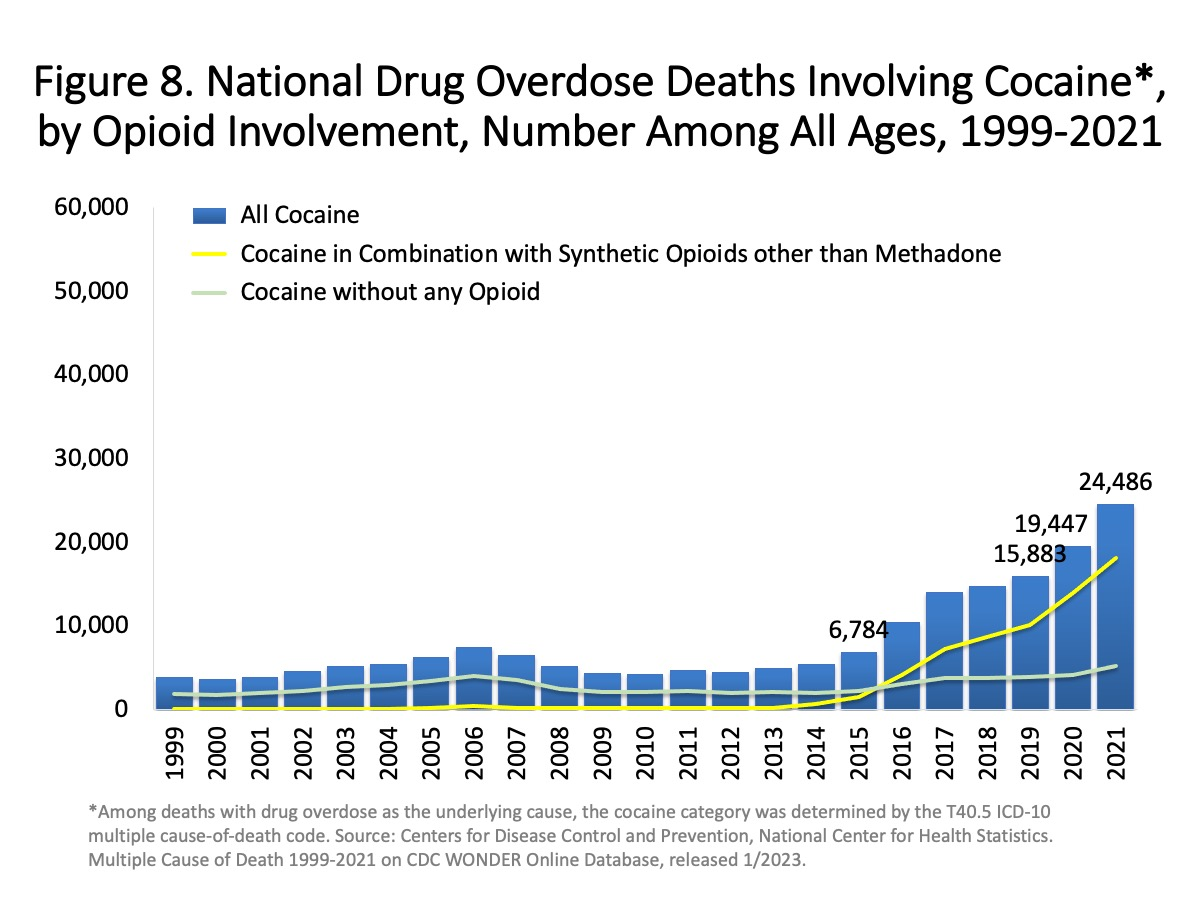
Participación de opiáceos en muertes por sobredosis de cocaína. La línea amarilla (la línea superior en los últimos años) representa el número de muertes anuales de cocaína que también involucraron opioides.

### Factores de riesgo
Los opioides son metabolizados por el hígado antes de ser excretados en la orina y cada opioide puede ser metabolizado por diferentes enzimas del citocromo P450. Los polimorfismos en la superfamilia de genes de CYP varían según el individuo y pueden explicar las diferencias en la respuesta terapéutica a los medicamentos. Esta biotransformación de los opioides por el hígado puede llevar a la inactivación o activación del medicamento. Por ejemplo, la metadona se convierte principalmente por la enzima hepática CYP3A4 en un metabolito inactivo. En cambio, la codeína es un profármaco inicialmente inactivo que es metabolizado por el CYP2D6 a su forma activa de morfina para ejercer sus efectos analgésicos. Un individuo que tiene un fenotipo de metabolizador deficiente de CYP2D6 puede experimentar efectos analgésicos débiles con la codeína, mientras que alguien que tiene el fenotipo de metabolizador ultrarrápido experimentará mayores efectos secundarios.

## Mecanismo

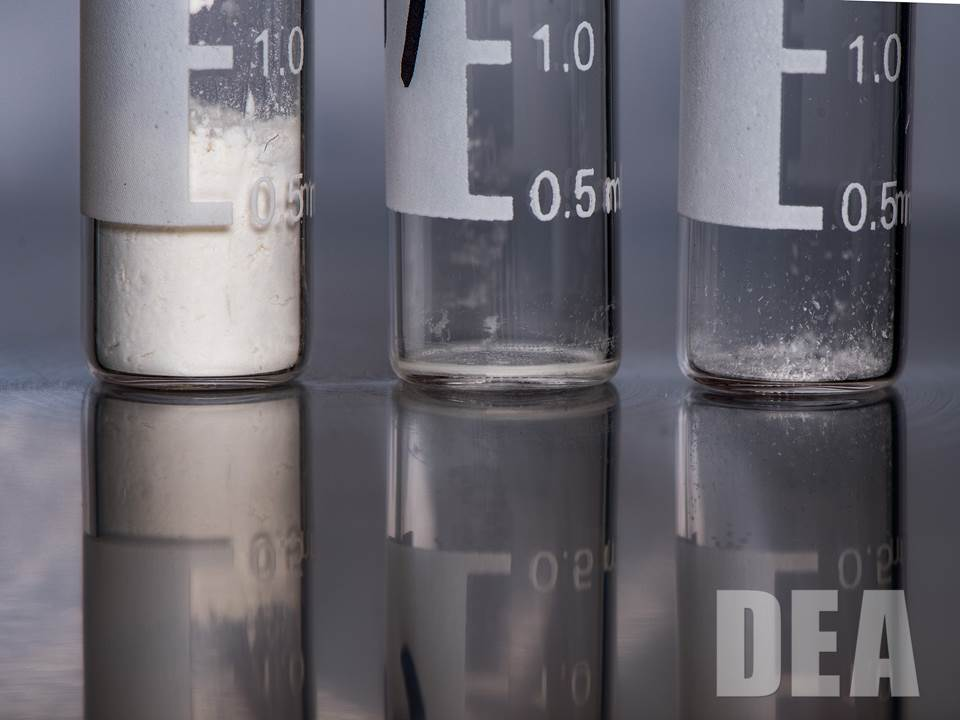
De izquierda a derecha, dosis letales de heroína, carfentanilo y fentanilo respectivamente, según la Administración de Control de Drogas de los Estados Unidos.

El daño cerebral permanente puede ocurrir debido a la hipoxia cerebral o la neurotoxicidad inducida por opioides.«Heroin». National Institute on Drug Abuse. July 2017. Consultado el 29 de noviembre de 2017. Los opioides inhiben los quimiorreceptores de la médula a través de los receptores mu y delta. Los opioides se unen a los receptores que forman parte del sistema opioide endógeno, así como a otros sistemas neurotransmisores del sistema nervioso central, y se unen a los neurotransmisores excitadores como la dopamina o el glutamato, o los neurotransmisores inhibidores como el GABA. El principal quimiorreceptor excitatorio, el glutamato y el inhibidor principal inhibidor, el GABA, son los principales neurotransmisores que controlan la respiración. Debido a sus consecuencias fatales, la depresión respiratoria inducida por opioides es uno de los principales factores limitantes de sus efectos analgésicos. Los opioides varían en la tasa de metabolismo entre los individuos. La tasa de metabolismo de los opiáceos varía debido a factores genéticos, mientras que la tolerancia de los opiáceos puede determinar el riesgo.

## Prevención
Las sobredosis de opioides a menudo se pueden prevenir. Los protocolos claros para el personal de los departamentos de emergencia y los centros de atención de urgencias pueden reducir las recetas de opioides para las personas que se presentan en estos entornos y que entran en conductas de búsqueda de drogas o que tienen un historial de abuso de sustancias. Los comportamientos de búsqueda de drogas incluyen, entre otros, obsesiones o impaciencia cuando se trata de obtener medicamentos, buscar múltiples medicamentos adjuntos para el dolor y una presentación fisiológica inconsistente. Una cantidad limitada de evidencia sugiere que el tratamiento con opioides con formulaciones de liberación prolongada o de acción prolongada puede aumentar el riesgo de una sobredosis no intencional en comparación con los agentes de acción más corta. Se recomienda realizar exámenes de rutina con herramientas como CAGE-AID y la Prueba de detección de abuso de drogas (DAST-10) en adultos y CRAFFT en personas de 14 a 18 años de edad. Otros comportamientos de "búsqueda de drogas" e indicaciones físicas de uso de drogas deben usarse como pistas para realizar evaluaciones formales.
Hay varios tratamientos asistidos por medicamentos disponibles para las personas con trastorno por uso de opioides o dependencia de opioides, que tienen un mayor riesgo de sobredosis de opioides. La selección del tratamiento depende de varios factores, como la preferencia, la accesibilidad y el historial de tratamiento de una persona. Algunos ejemplos de tratamientos asistidos por medicamentos son la buprenorfina (con o sin naloxona), la naltrexona y la metadona. Los grupos de apoyo de pares tienen evidencia tentativa de beneficio. También hay algunas pruebas que indican beneficios en la educación de sobredosis basada en la comunidad y en los programas de distribución de naloxona. La buprenorfina y la metadona pueden ayudar a disminuir los antojos de drogas. La combinación de tratamientos farmacológicos con terapia conductual, como los grupos de apoyo o recuperación, puede aumentar la probabilidad de superar la adicción y reducir el riesgo de una sobredosis de opioides. 
A las personas diagnosticadas con dependencia de opioides se les debe recetar naloxona para prevenir una sobredosis y/o deben dirigirse a una de las muchas opciones de intervención/tratamiento disponibles, como programas de intercambio de agujas y centros de tratamiento. También se puede realizar una breve entrevista motivacional y se ha demostrado que mejora la motivación de las personas para cambiar su comportamiento. A pesar de estas oportunidades, la diseminación de las intervenciones de prevención en los Estados Unidos se ha visto obstaculizada por la falta de coordinación y la lenta respuesta del gobierno federal.

## Tratamiento
En las personas que han tomado una sobredosis de opioides, se recomienda el soporte vital básico y la naloxona lo antes posible. La naloxona es eficaz para revertir la causa, en lugar de solo los síntomas, de una sobredosis de opioides. En comparación con los adultos, los niños a menudo necesitan dosis más altas de naloxona por kilogramo de peso corporal.
Se recomiendan los programas para proporcionar naloxona a los usuarios de drogas ya sus cuidadores. En los Estados Unidos, a partir de 2014, se han revertido más de 25.000 sobredosis. Los programas de capacitación de la policía y el personal de bomberos en respuesta a la sobredosis de opioides con naloxona también se han mostrado prometedores.

## Epidemiología
De las más de 72.000 muertes por sobredosis en los Estados Unidos en 2017, los opioides estuvieron involucrados en más de 49.000.  Esto es un aumento respecto a 2016, donde más de 64.000 personas murieron por sobredosis de drogas, y los opioides estuvieron involucrados en más de 42.000. En 2016, los cinco estados con las tasas más altas de muerte por sobredosis de drogas fueron Virginia Occidental (52,0 por 100.000), Ohio (39,1 por 100.000), Nuevo Hampshire (39,0 por 100.000), Pennsylvania (37,9 por 100.000) y Kentucky (33,5 por 100.000).
En lo que respecta a los datos de 2017 en las tablas a continuación, las muertes por los diversos medicamentos suman más de 72.000 debido a que múltiples medicamentos están involucrados en muchas de las muertes. Según el Consejo Nacional de Seguridad, las probabilidades de morir de una sobredosis en los Estados Unidos en la vida de una persona es de 1 en 96.

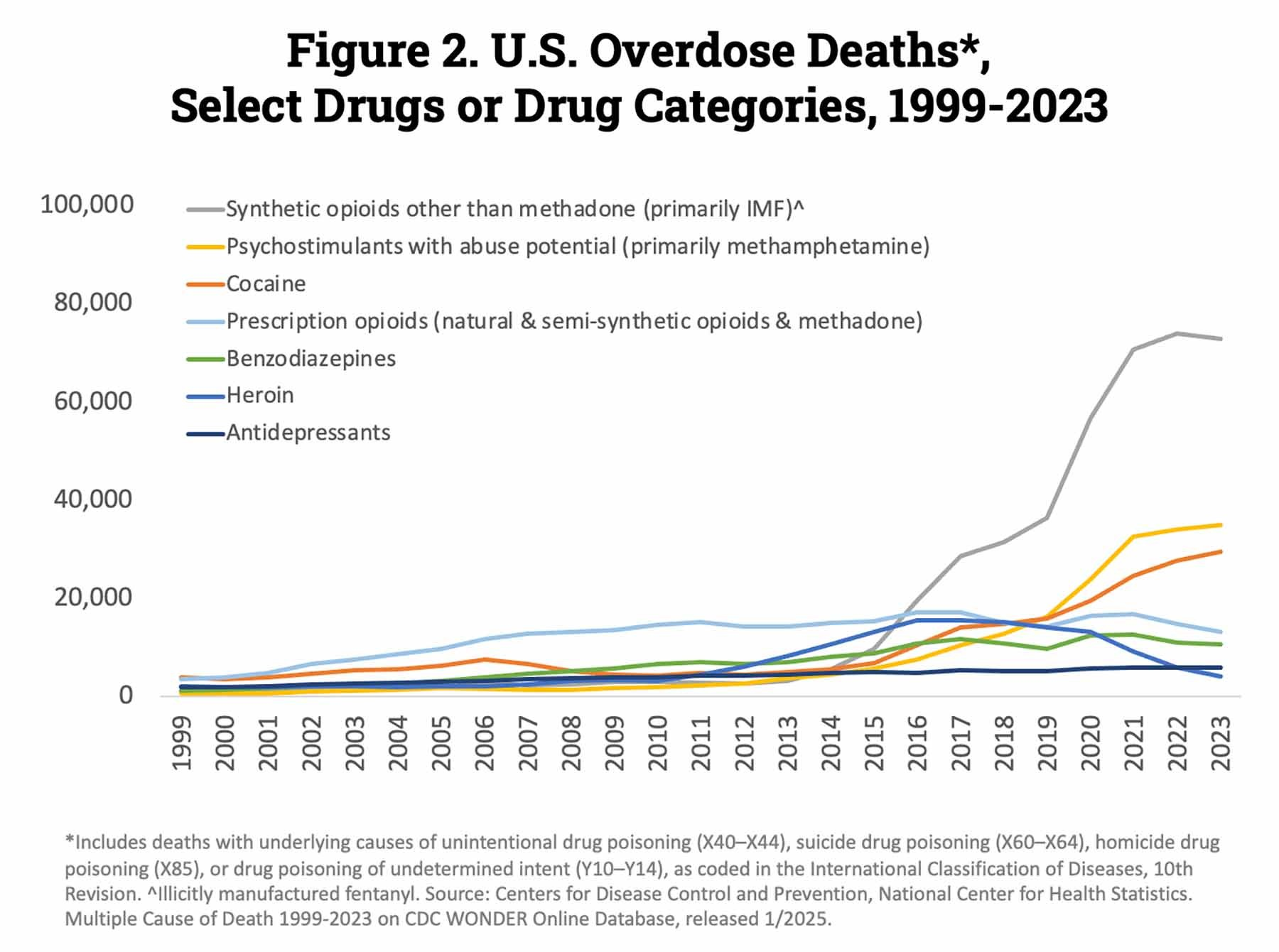
Las muertes por sobredosis anuales en los Estados Unidos, y las drogas involucradas. Entre las más de 72.000 muertes estimadas en 2017, el mayor incremento ocurrió entre las muertes relacionadas con fentanilo y opioides sintéticos (más de 29.000 muertes).

Estadísticas de muertes relacionadas con opioides específicos y clases de opioides
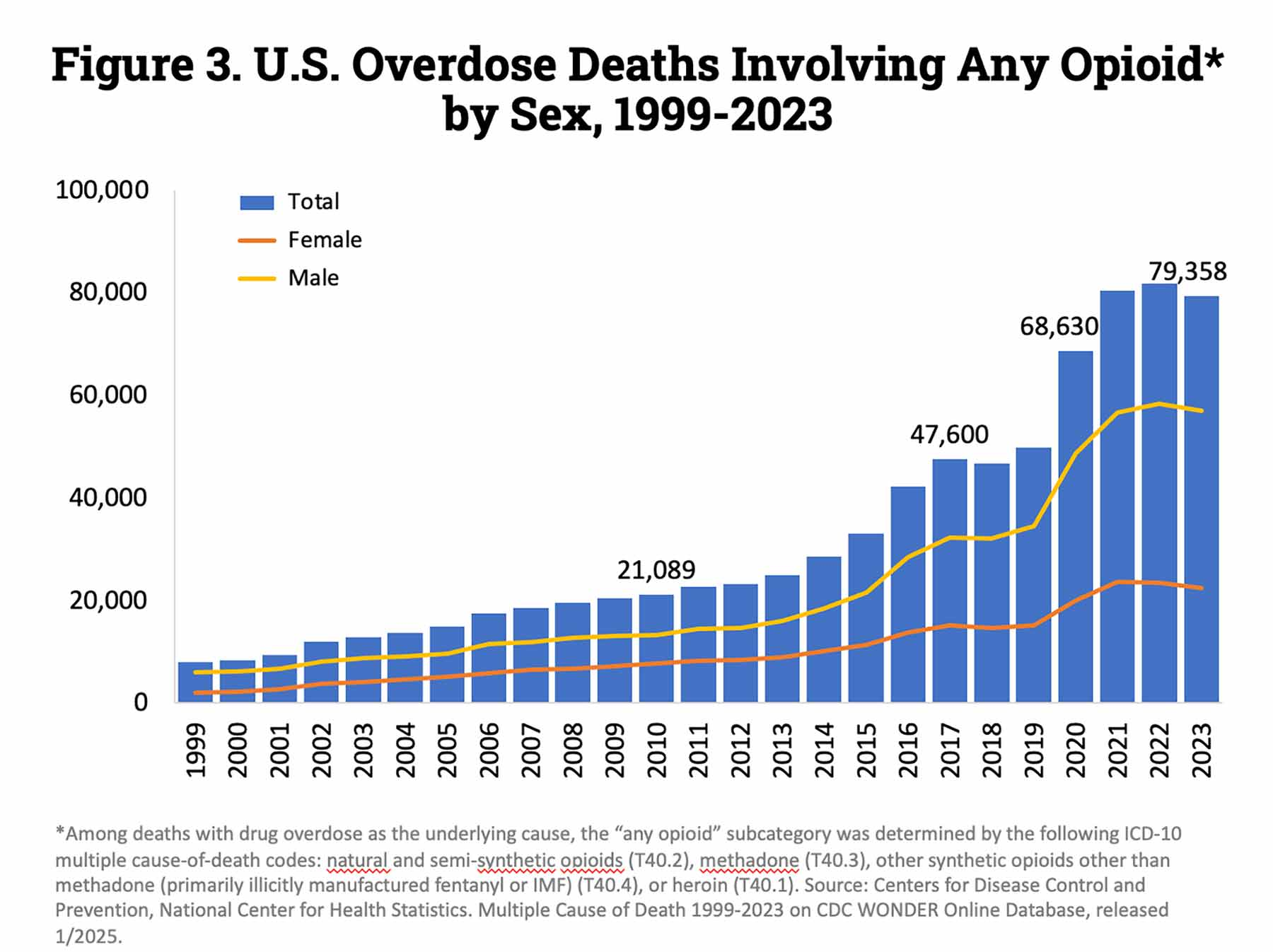
Muertes anuales en Estados Unidos por todas las drogas opioides. En estos números se incluyen analgésicos opioides, junto con heroína y opioides sintéticos ilegales.
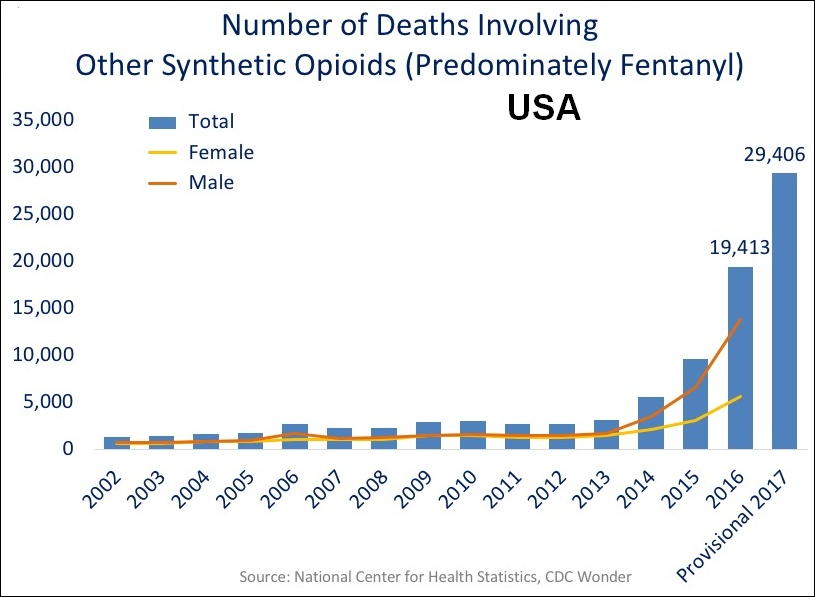
Muertes anuales en EE.UU. relacionadas con otros opioides sintéticos, predominantemente fentanilo.
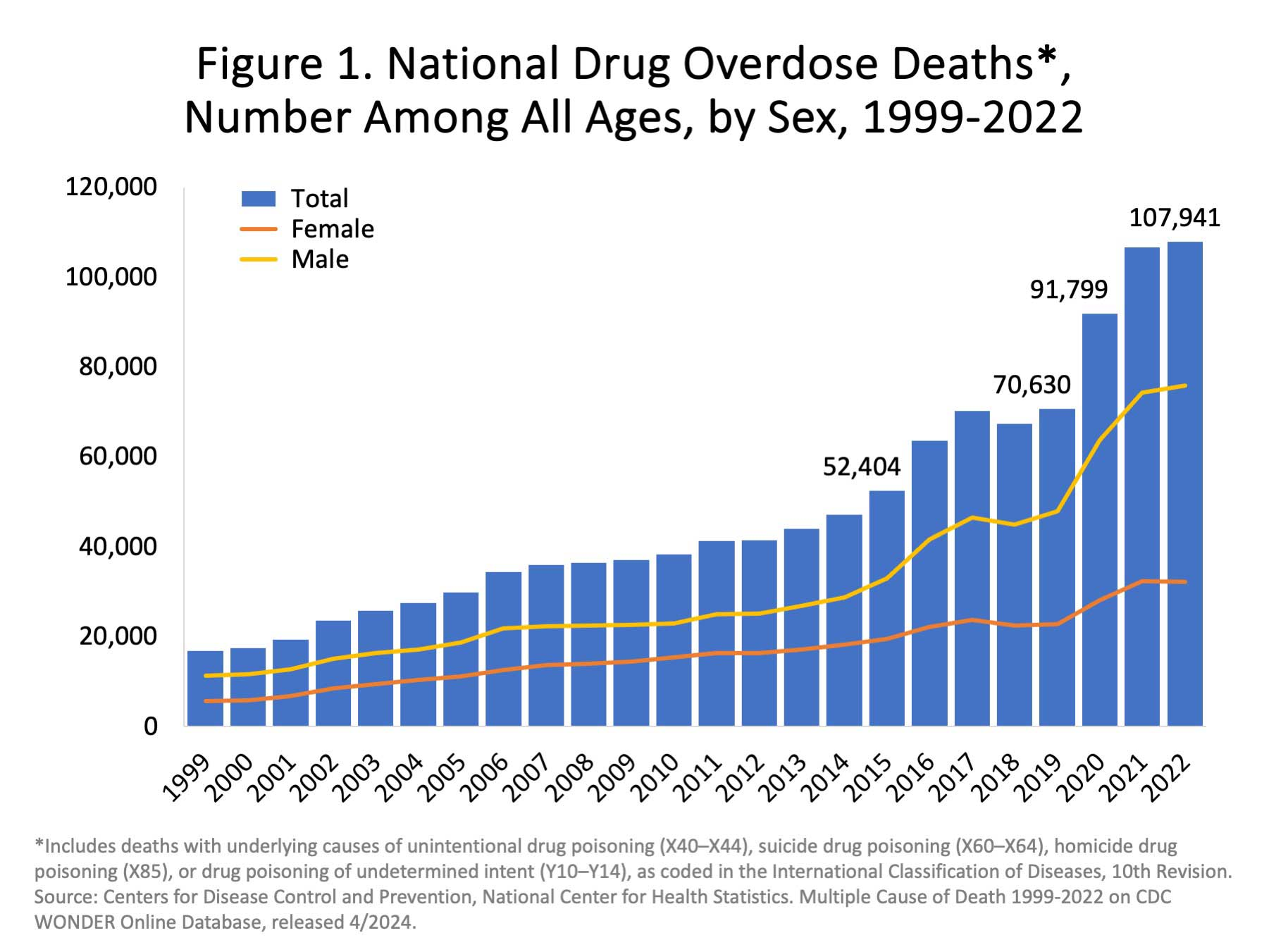
Muertes anuales en los Estados Unidos relacionadas con opioides recetados. Los sintéticos, excluyendo la metadona, son una categoría dominada por el fentanilo adquirido ilegalmente y se han excluido.
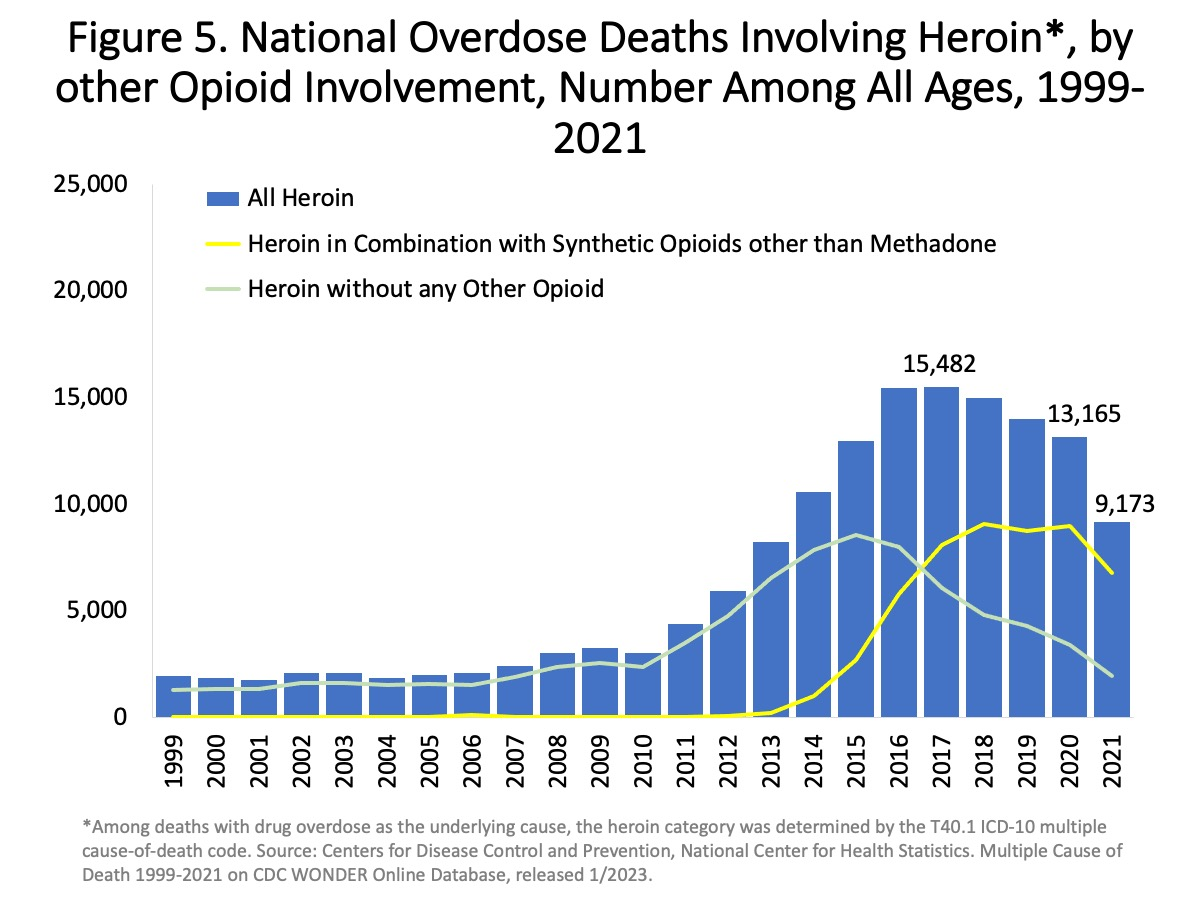
Muertes anuales por sobredosis en los Estados Unidos que involucran heroína.

## Conciencia
La Administración de Servicios de Salud Mental y Abuso de Sustancias organiza una observancia anual de salud conocida como Semana Nacional de Prevención. Cada tercera semana de mayo, alientan a las comunidades de todo el país a compartir historias sobre la salud mental y conductas positivas, y la importancia de implementar métodos de prevención. También patrocinan el Mes de la Recuperación cada septiembre. El Mes de la Recuperación tiene como objetivo crear conciencia sobre los trastornos mentales y de uso de sustancias y honrar a las personas que se recuperan, promoviendo el mensaje positivo de que la prevención funciona y que el tratamiento es eficaz.